# Trévou-Tréguignec
Trévou-Tréguignec är en kommun i departementet Côtes-d'Armor i regionen Bretagne i nordvästra Frankrike. Kommunen ligger i kantonen Perros-Guirec som tillhör arrondissementet Lannion. År 2022 hade Trévou-Tréguignec 1 581 invånare.

## Befolkningsutveckling
Antalet invånare i kommunen Trévou-Tréguignec
Referens:INSEE